# Igreja Presbiteriana no Nepal
A Igreja Presbiteriana no Nepal (IPN) - em Inglês Presbyterian Church in Nepal - é uma denominação reformada presbiteriana no Nepal. Foi constituída em 1996 a partir de trabalho de missionarios presbiterianos coreanos, da Igreja Presbiteriana da Índia e da Igreja Presbiteriana (EUA).